# Stelis dialissa
Stelis dialissa är en orkidéart som beskrevs av Heinrich Gustav Reichenbach. Stelis dialissa ingår i släktet Stelis och familjen orkidéer. Inga underarter finns listade i Catalogue of Life.